# Lombo (langue)
Pour les articles homonymes, voir Lombo.
Le lombo, également appelé olombo, turumbu, likile ou ulumbu, est une langue bantoue du sous-groupe Soko-Kele, parlée par le peuple Turumbu dans la province de Tshopo en République démocratique du Congo. La zone géographique dans laquelle est parlé le lombo s'étend de l'Ouest de Kisangani jusqu'à la rive droite du fleuve Congo, ainsi qu'à l’ouest et au sud-ouest de Basoko à Lokutu et ses environs, le long du fleuve Congo. Le lombo est très proche du likile.

## Phonologie
La phonologie du lombo est la suivante:
|              | Bilabiale | Labio-dentale | Alvéolaire | Palatale | Vélaire | Labio-vélaire | Glottale |
| ------------ | --------- | ------------- | ---------- | -------- | ------- | ------------- | -------- |
| Nasale       | m         |               | n          |          | k       |               |          |
| Prénasalisée | m͡b        |               | n͡d         |          |         |               |          |
| Occlusive    | b         |               |            |          |         |               |          |
| Affriquée    |           |               | t͡s         |          |         |               |          |
| Fricative    |           | f             | s          |          |         |               | h        |
| Spirante     |           |               |            | j        |         | w             |          |
| Latérale     |           |               | l          |          |         |               |          |

Notes :
- le /h/ n'est présent que dans les parlers lombo de l'ouest et du centre

|            | Antérieure | Centrale | Postérieure |
| ---------- | ---------- | -------- | ----------- |
| Fermée     | i          |          | u           |
| Mi-fermée  | e          |          | o           |
| Mi-ouverte | ɛ          |          | ɔ           |
| Ouverte    |            | ä        |             |

Notes :
- Chacune des voyelles peut être alongée
- Il y a en lombo un phénomène d'harmonie vocalique : les voyelles mi-fermées et mi-ouvertes ne cohabitent généralement pas dans un même mot